# Харитоненко, Иван Герасимович
Ива́н Гера́симович Харито́ненко (25 сентября [7 октября] 1820, Нижняя Сыроватка, Слободско-Украинская губерния — 30 ноября [12 декабря] 1891, Сумы, Харьковская губерния) — российский предприниматель и меценат, капиталист-благотворитель. Отец Павла Харитоненко.

## Биография
Родился в семье крестьянина, получил образование в сельской приходской школе.
Став одним из самых крупных русских сахарозаводчиков, был известен благотворительной деятельностью. На постройку детского приюта пожертвовал до 90 000 рублей и капитал в 150 000 рублей на его содержание; на устройство общежития для студентов Харьковского университета — 100 000 рублей; на постройку церкви в селе Нижней Сыроватке — 70 000 рублей. Кроме того, назначал значительные пенсии осиротевшим семействам лиц, служивших в его имениях, устроил бесплатную подачу медицинской помощи бедным города Сум и при помощи приходских священников раздавал бедным ежемесячно до 200 рублей; много жертвовал на учебные заведения и благотворительные учреждения. В 1885 году пожертвовал Харьковскому университету капитал, на доходы от которого выдавалось 20 стипендий по 300 рублей в год каждая.
Умер 30 ноября 1891 года в Сумах и похоронен на Центральном городском кладбище, возле Петропавловской церкви. На похороны собралось до 15 000 человек. На его могиле установлен памятник работы французского скульптора Аристида Круази. В память о меценате на Покровской площади города Сумы в 1899 году но был снесен и установлен памятник Ленину в 1996 году был восстановлен памятник Ивану Харитоненко.